# 体温計

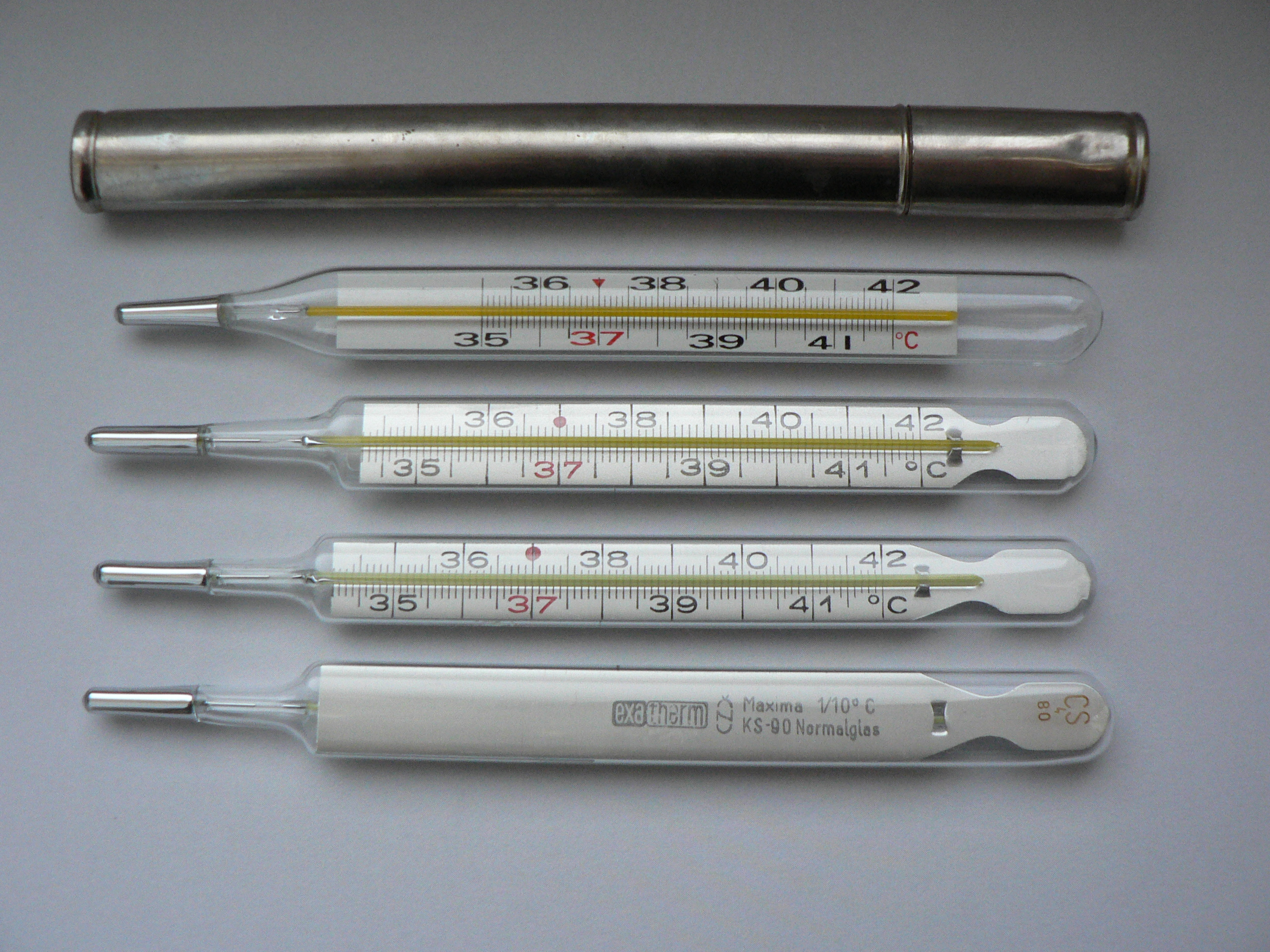
水銀体温計

体温計（たいおんけい）は、動物の体の温度（体温）を計測するための温度計。ヒトの体温を測ることを目的したものでは、おおむね32゜Cから42゜Cまでの範囲を測定できる。42゜C以上を測定しない（電子式では「H゜C」などと表示される）のは、体温が42゜Cを超えるとタンパク質が変質して死亡の危機であり、その状態において正確な体温を測定することに意味がないためである。

## 歴史

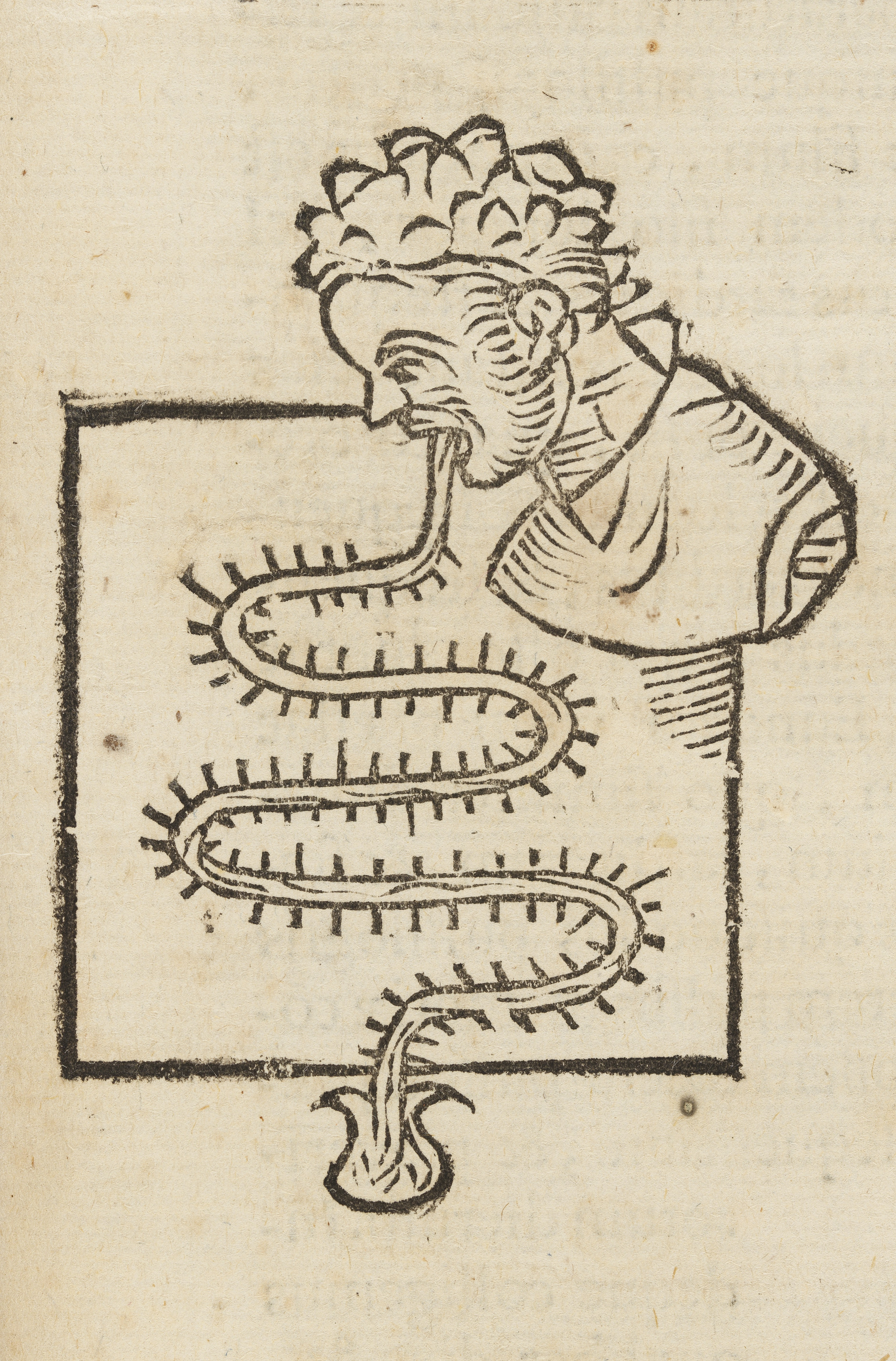
サントーリオの温度計（体温計）、1612年

アレクサンドリアのヘロン は、紀元前100年頃に同時代人のフィロンが空気の膨張を利用した温度探知機を作製したことを記載しており、ヘロンの著述を研究していたイタリアのガリレオ・ガリレイがこれをヒントに1603年に、世界初と思われる温度計を作った。ガリレオの温度計は、大まかな温度変化が分かるだけの、目盛りのないものであった。ガリレイの友人で医師のサントーリオ・サントーリオ（1561年 - 1636年）が、ガリレオのサーモスコープ（液体を用いた測温計）を改良して体温計を作り、初めて健康な人や患者の体温の測定を行った。図のように蛇腹状（気圧の影響を小さくする形状）のガラス管に目盛りを付け、上端は球状で水が入れてあり、下端は開いていて水盤の中に立ててあり、球を咥え、水が水盤に下降する様子を観察する。サントーリオは温度単位の概念を提唱し、温度が再現性をもって測定できるものとして把握できるようになった。
18世紀以降に体温と病気が関連付けられ、ウィーンやパリの医師達の間で患者の体温測定が行われるようになった。ドイツのカール・ヴンダーリッヒ（1815年 - 1877年）は定期的に患者の体温を測ることの重要性を唱え、2万5000人の患者の体温を測定した100万件のデータから疾患による熱の変化のパターンを探り、人間の平熱を37度と導き出した。彼が使用した体温計は、長さが30cmあり測定には20分もかかったという。その後イギリスのトーマス・オルバット（1836年 - 1925年）が、5分で測定可能な長さ15cmの小型の体温計を導入し、1860年代後半には病人の体温測定が一般的になったといわれる。

## 表示方式による分類

### アナログ式
液体や気体の熱膨張によって測定し、刻印されている目盛りから体温を読み取る。測定液には水銀を利用した棒型のものを用いる。長く使用されていたが、使用前の目盛を最低温度以下に戻す操作に、強く何度も振る必要があるなど手間がかかる、損傷（特に前述の目盛を最低温度以下に戻す操作で発生しやすい）した際に毒性を持つ水銀が流出するなどの安全性の問題などから、次項のデジタル式の高精度化や低価格化が進むに連れ、少なくなりつつある。日本においては、2021年から製造・輸入が禁止になっている。

### デジタル式
サーミスタや赤外線検知回路、それを制御するマイコンを組み込んだ電子回路によって測定する。形状はアナログ式同様に使えるよう、薄型の棒状に近いものが多く、体温は小型の液晶ディスプレイを通じて読み取る。電子回路を持つため動作には電源が必要で、ボタン電池を用いる。出現当初は水銀式に比べ価格が高く、精度も劣っていたが、精度の改善と価格の低下が進められ、また使用前のリセットの手間がない（電源オンでリセットされるか、リセットボタンを押すだけで済む。ただし、連続して計測する際は少し時間を置くのが望ましい）など使いやすいことから、家庭のみならず医療機関（病院、診療所）でも主流となっている。また一般的なデジタル体温計は小数第一位までしか表示がないが、小数第二位まで計測できる「婦人用」と呼ばれるタイプもある。

## 動作原理による分類

### 気体の熱膨張式
イタリア人のサントーリオ・サントーリオにより開発された、初期の体温計の方式。より簡便で精度の高い水銀式やデジタル式が普及したため、現在では全く使用されない。

### 水銀式

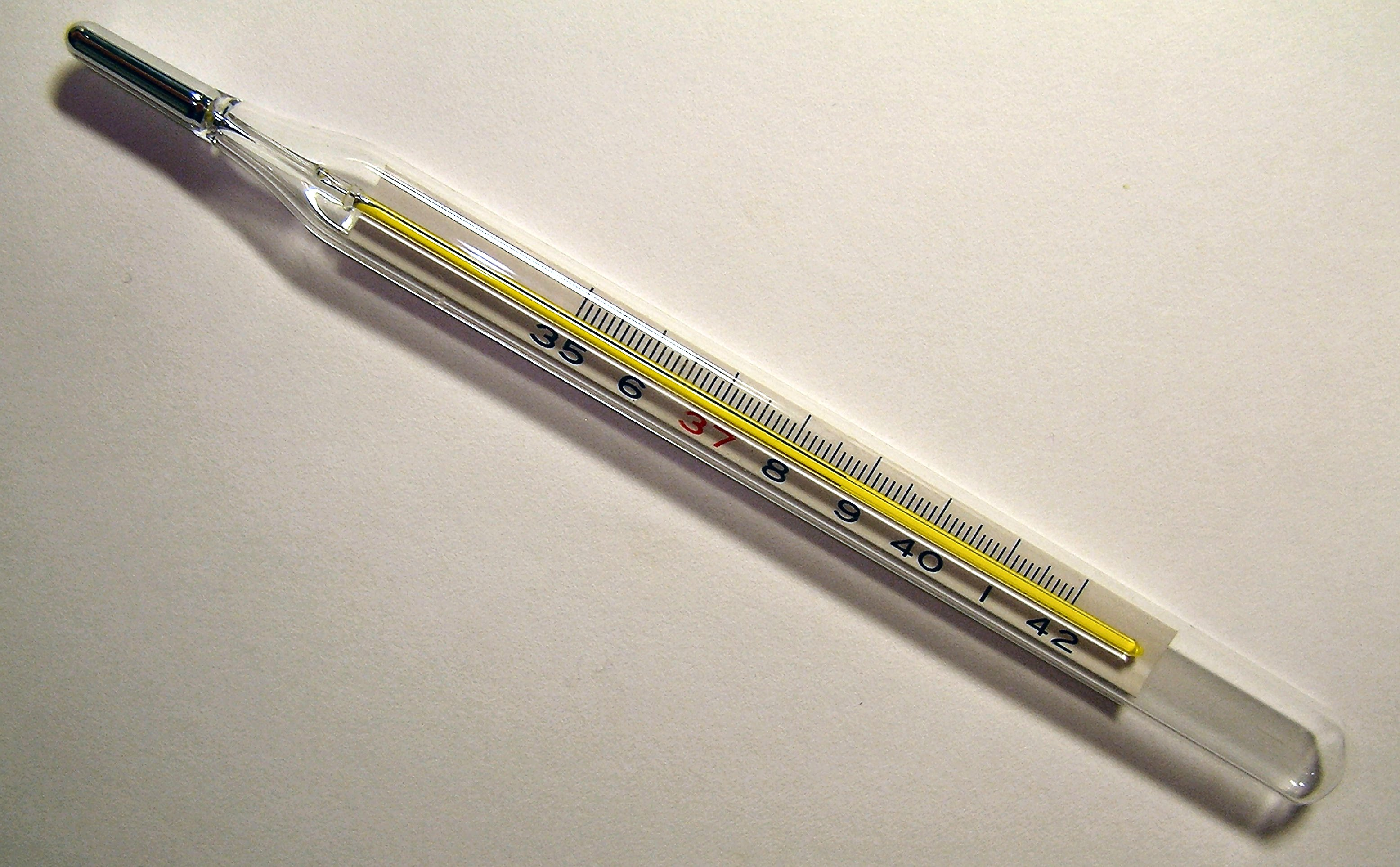
水銀式体温計

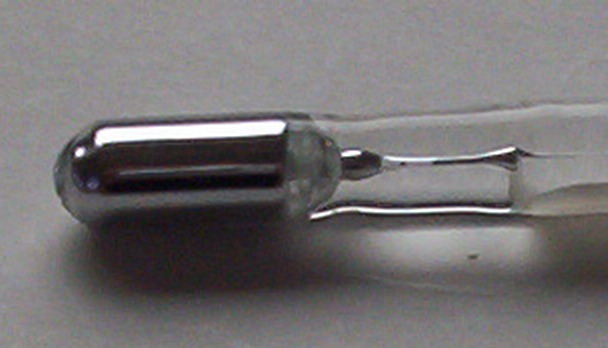
留点

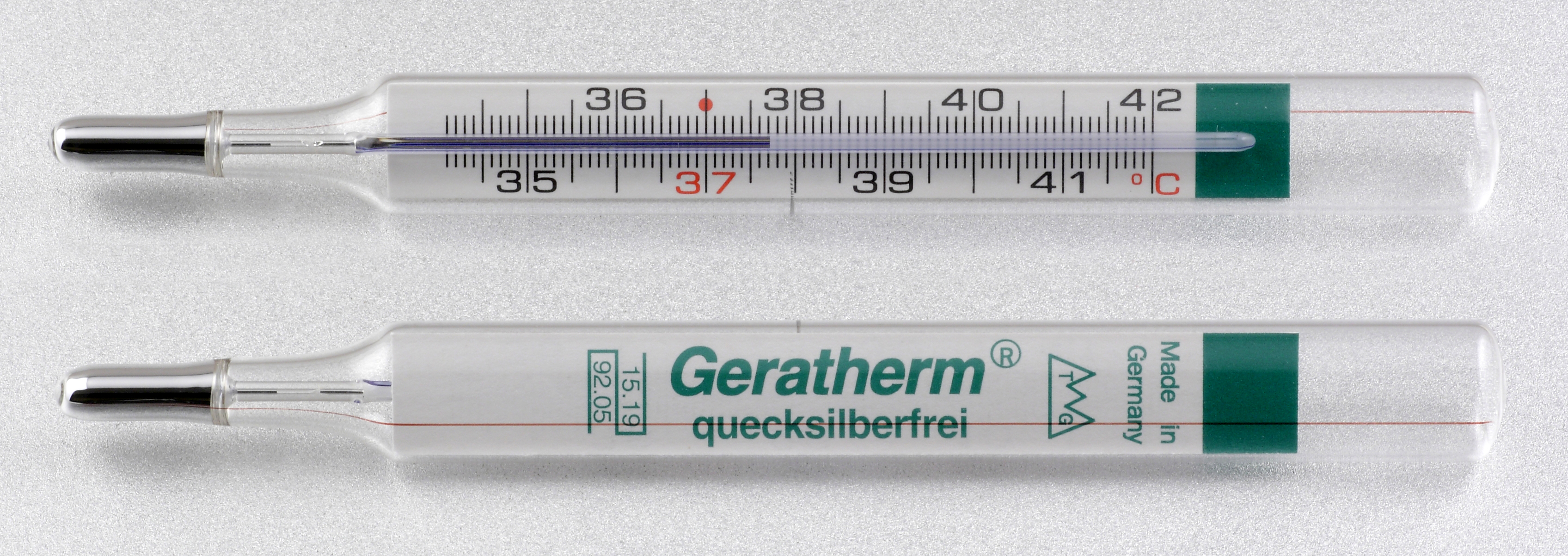
ガリンスタンを使用した体温計

1866年に開発された方式。ガラスの管の中に金属水銀を封入したもので、管内に封入された水銀が熱膨張するのを目盛から読み取る。水銀溜りの出口には留点と呼ばれる細いくびれが設けられており、水銀の逆流を防いで、温度が下がっても目盛りが下がらないように工夫されている。使用後は本体を振り、慣性力によって目盛り上に上昇した水銀を水銀溜まりに戻してリセットする。日本初のガラス製水銀体温計は1883年（明治16年）に山口県防府市の薬局店主柏木幸助によって作られ販売された。
体温計に使用される水銀は、液体のまま経口摂取してもほとんど吸収されずに便として排出されるため無害であるが、気化した蒸気を吸い込むと身体に悪影響を及ぼすため取り扱いには注意が必要である。たとえば破損した水銀体温計やこぼれ出た水銀をそのまま放置しておくと徐々に水銀が気化し、肺を通じて人体に取り込まれ、主に腎臓や神経に悪影響を及ぼす（水銀中毒）。乳幼児の体温を測定する場合などは破損事故が発生することが多いため、特に注意が必要となる。
衝撃で水銀柱が分断し、振ってもなおらない場合は、湯につけてガラス管の端まで水銀を上げれば再度一体化する。しかし注視していて水銀が末端に達したらすぐに加熱をやめないと、管自体が破断して危険である。
水銀に関する水俣条約により、日本では2021年以降の製造、輸出入が禁じられた。代替品として水銀よりも毒性が低いガリンスタンを使用した体温計も存在する。

### 灯油・アルコール式
安全性の観点から、水銀式の原理をそのままに、水銀に代わって着色した灯油・アルコールを使用したものも存在する。精度の面で、水銀使用のものに劣る。電子式の普及により、体温計としてはこのタイプのものは使用されなくなった。

### サーミスタ式

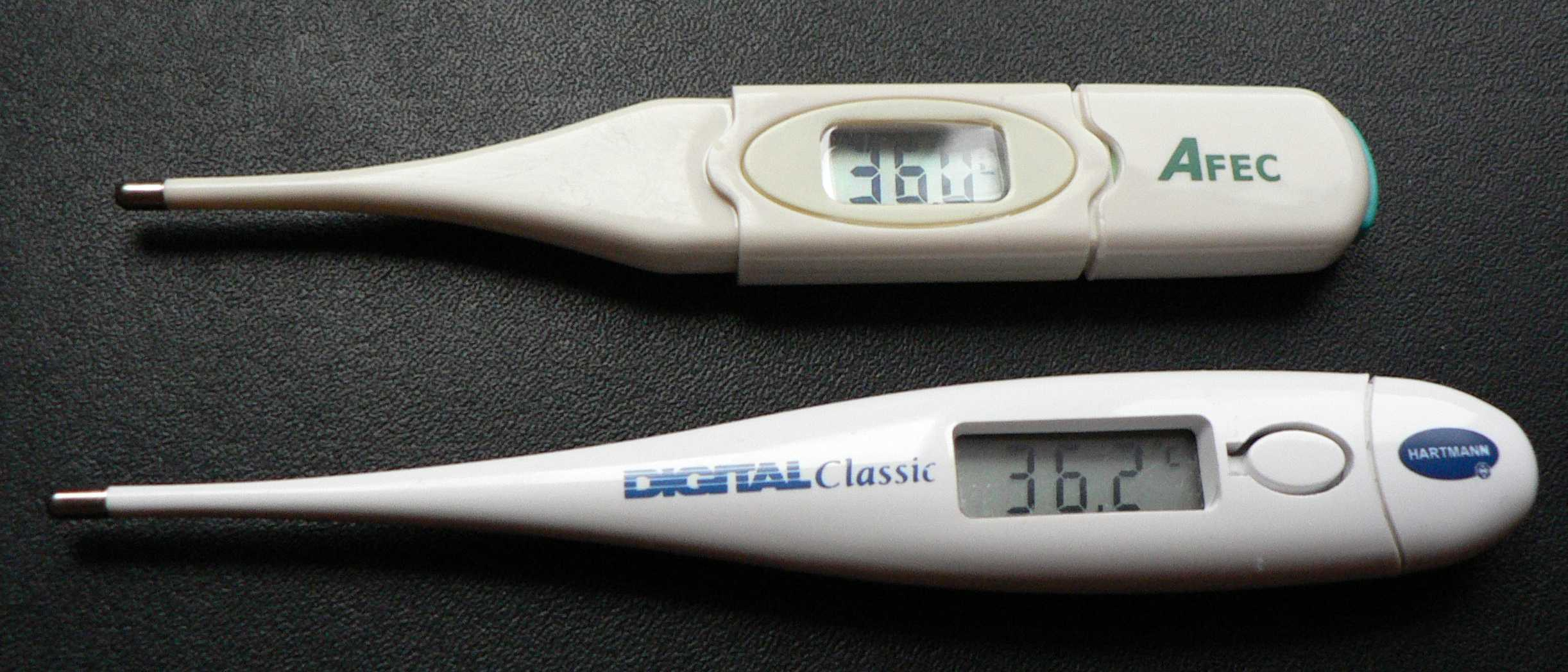
電子体温計

サーミスタは熱により抵抗値が変化する素子である。これを利用して電子回路により体温を測定し、測定値を表示するタイプ。一般には1980年代に登場し、内蔵したボタン電池を動力源としている。測定値を数値化して内部に記録することにより基礎体温の変化を監視できるような付加機能をもった機種もある。計測が終わると、内蔵された圧電素子から出る電子音で、計測が終わったことを知らせる。
サーミスタ式には、以下の2種類の計測方式があり、外箱や取扱説明書に明記されている。
実測式
センサー部分の温度をそのまま表示するタイプ。センサーの温度が体温と等しくなった時点で初めて計測完了となるため、3分前後の時間を要するが、より正確な体温を表示する。
予測式
実測式とは異なり計測開始からのセンサー部分の温度上昇のカーブから最終的な温度を予測・計算の上で表示するタイプ。15秒程度で体温を表示できるが、あくまで予測値であるため正確性にやや難のある機種もある。
数学者の西山豊は、予測式電子体温計の問題点を指摘し、計量法の改正で意見を述べている。
製造企業では予測値を正確にするため、実測した体温データを解析したりプログラミングを改良している。またより長めに計測する機種を併売する例もある。
実測・予測を切り替えたり、予測式としての計測終了の合図があった後も、計測を継続することで精度を向上させる機種もある。

### 赤外線式

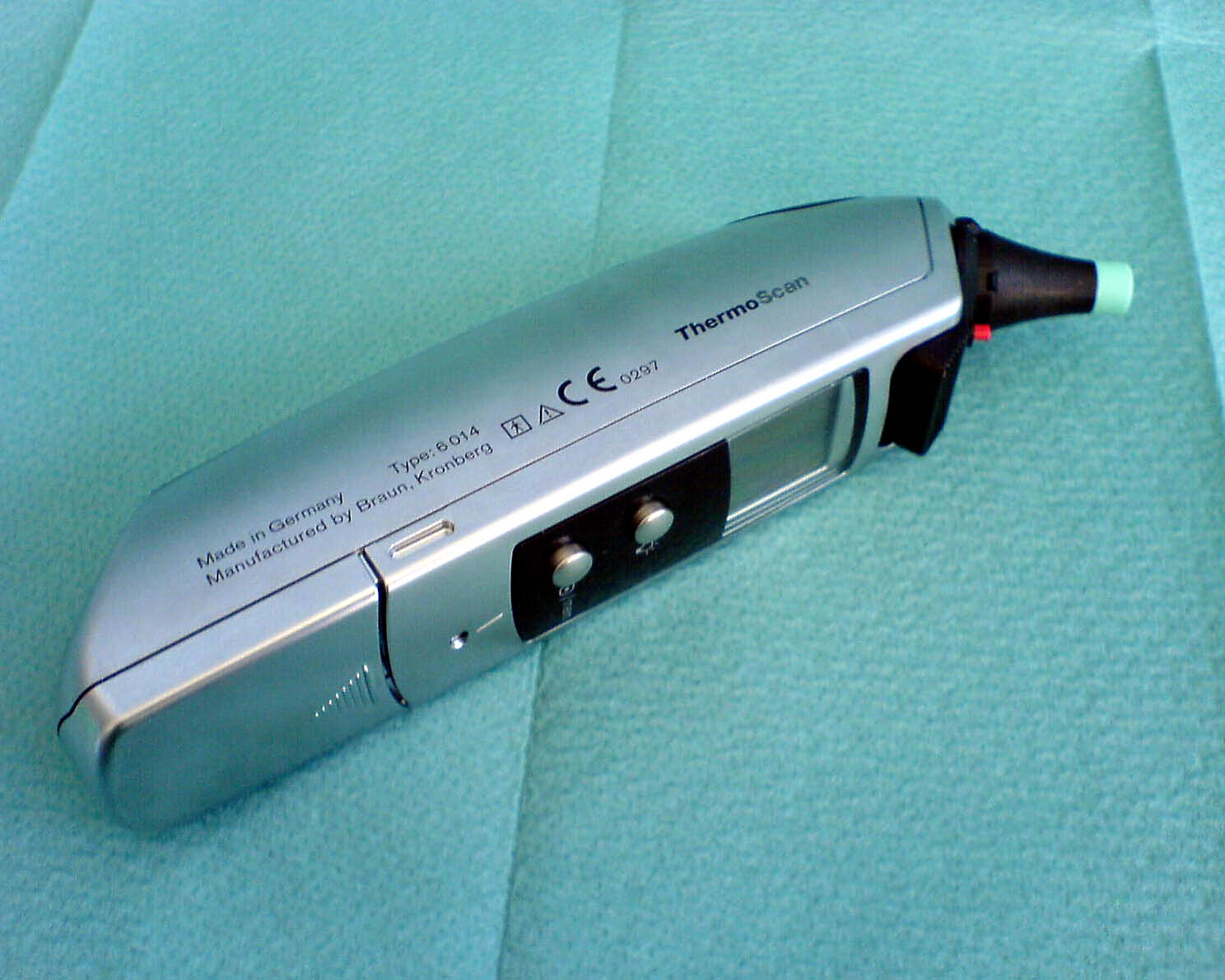
赤外線式耳体温計

人体表面から出ている赤外線を検知することにより、黒体放射の原理から体温を測定する（放射温度計の原理）。鼻や耳、頚部、額などに計器を当てることによって瞬時に測定できるタイプがこれに相当する。安静を保つことのできない乳幼児の体温を測定することもできる。他の方式と比べて高性能であるが、その分高価である。額で測定可能な医療用体温計である Thermofocus proの例では、世界では$100前後、日本では2万5千円前後で販売されている（2013年現在）。
また、他の方式では3分程度の体温の変動を平準化した値が得られる（電子式体温計では測定時間中の変動から3分間の変動を予測して計算を行っている）ことに対し、赤外線式では測定した瞬間の体温が得られるため測定結果に誤差が生じることがある。これは安静でない状態の体温であることが多いため他の方式よりも若干高めの値が得られることが多い。また、動作原理上（物理的な意味で）測定誤差が生じやすい問題もある。

### 液晶式
温度によって分子の並びが変化するコレステリック液晶を利用したもの。細かな測定はできないが、難民キャンプ等の物資が少ない場所で用いられることがある。

## 形状による分類

### 棒状
水銀式はこの形状のものが多い。サーミスタ式・赤外線式の家庭用のものも棒状となっている。水銀を用いない電子式であっても、感温部は水銀式からの連想でほとんどは銀色に塗装されている。

### プローブ＋レシーバ式
温度測定センサの入ったプローブと、データ表示部・データ記録部のレシーバがケーブルで接続されているものである。基礎体温の記録機能があるものなど、高機能なものはこのような形状となっている。

## 医療機器の分類[8]

### 電子体温計
患者の体温を測定するための測定装置をいう。本品は、表示ユニットとセンサ及びその他からなり、体温を検出し、ある電気特性（抵抗、電圧等）に変換するものである。このような電気特性は、電子回路内で処理した後、最高温度保持し、体温値としてデジタル表示される。
接触型・非接触型ともに管理医療機器・クラスIIに分類される。

### 耳赤外線体温計
患者の体温を測定するための測定装置をいう。患者の耳道温を測定するために用いる。多くの場合、耳道内の赤外線を測定することによって身体の内部（核心）温度を推定できるよう設計されている。鼓膜からの赤外線を直接測定し表示しているものもある。本品は、腋窩（えきか）温・口腔温・直腸温のオフセット（補正値）を表示しているものもある。
管理医療機器・クラスIIに分類される。

### 皮膚赤外線体温計
患者の体温を測定するための測定装置をいう。本品は皮膚上のある部位（腋窩（えきか）、額等）の赤外線放射量を測定することによって、同部位の温度を推定するために用いる。口腔温、直腸温等への換算機能を有するものもある。
管理医療機器・クラスIIに分類される。

### 水銀毛細管体温計
患者の体温を測定するために使用する測定装置をいう。本品はガラス製の細い中空管であり、上部と下部が密封され、基部にあるバルブに水銀が充填されている。毛細管原理に基づいて機能し、記録された熱によって目盛付きカラムに充填された媒体が比例的に膨張する。
一般医療機器・クラスIに分類される。
「水俣条約」及び「水銀による環境の汚染の防止に関する法律」等により2021年1月1日以降の水銀を使用した体温計の製造・輸出入は禁止された。

### 液体金属毛細管体温計
患者の体温を測定するために使用する測定装置をいう。本品はガラス製の細い中空管であり、上部と下部が密封され、基部にあるバルブにガリウム合金等の液体金属（水銀を除く）が充填されている。毛細管原理に基づいて機能し、記録された熱によって目盛付きカラムに充填された媒体が比例的に膨張する。
一般医療機器・クラスIに分類される。

## 測定方法

### 舌下温（口腔温）
舌の下に体温計を挟んで計測する方法。より体の中心に近い体温を測定できる。
咥え方が不十分で外気温の影響を受けたりすると正確な体温が測定できないため、舌下の奥までしっかりと挿入し、中央についている膜（舌小帯）の左右どちらかに当てて固定する。また、舌下で計測するため計測直前に飲み物を飲んだ場合、正確な体温が測定できない。完全な平衡温度に達するには、5分以上を要する。基礎体温の記録は原則として舌下温で行う（そのため婦人用は舌下で測定することと指定されている）。米国や一部の欧州では舌下での測定が主流で、歯ブラシのように個人個人が自分の体温計を所有する習慣の国もある。

### 腋下温（腋窩温）
わきの下の凹み（腋窩）に体温計を挟んで計測する方法。
病院や医務室などの公共の場所で体温計を共有する場合、衛生面を考慮して選択される。また、日本では、家族で体温計を共有することによる抵抗感、水銀体温計の破損に対する危惧から、家庭でも腋下温を採用するのが主流である。発汗があったり、しっかりと体温計を挟み込んでいなかったりすると、正確な体温が測定できないため注意を要する。舌下温よりもやや低く測定されることが多い。完全な平衡温度に達するには、10分以上を要する。

### 直腸温
肛門に体温計を挿入して計測する方法。舌下温よりもさらに体の中心に近い体温を測定できる。
外気による体表温度への影響を最も受けにくく正確性が高いため、死体の検視・検案や生命に危険を及ぼす重度の高体温・低体温の診察に有用である。しかし、意識のある人では羞恥心や不快感をもよおす場合が多く、舌下や腋下での計測が難しい（姿勢を保っていられない）乳幼児や体の自由がきかない患者、あるいは全身麻酔での手術中の体温を計測するときに行うのが普通である。通常、腋下温や舌下温よりもやや高く測定される。完全な平衡温度に達するには、3〜5分以上を要する。欧州（特に北部）では直腸での測定が主流で、歯ブラシのように個人個人が自分の体温計を所有する習慣の国もある。

### 鼓膜温
耳穴に赤外線式の体温計を挿入して計測する方法。中心体温の中でも特に、脳温に近い値を測定できる。
数秒で瞬時に計測でき、安静を保つことが難しい乳幼児や、救急現場で着衣の傷病者に対して早急に概況把握するときに利便性がある。ただ、挿入の角度などによって誤差が大きくなりやすいため、正確性には劣る面がある。腋下温よりもやや高く測定されることが多い。

### 額の表面温度
額やコメカミの皮膚から放射される赤外線の量から表面温度を計測する非接触型。消毒用薬剤の不足するような場所では、接触による感染症等を防ぐために5cmほど離れた場所から測定することもある。

## 主なメーカー
サーミスタ式体温計のみ記す。
- オムロン ヘルスケア（Omron）- 1972年～
- テルモ（Terumo）- (1980年開発開始)1983年～
- シチズン・システムズ（Citizen）
- タニタ（Tanita）
- ドリテック（Dretec）[10]

その他にも、ピジョンが主に赤ちゃん用の体温計を製造している。